# Beirós
Beirós é uma aldeia portuguesa pertence à Freguesia de Felgueiras, Distrito de Viseu. Situa-se em plena Serra do Montemuro a 826 m de altitude e possui uma população de 26 habitantes. No centro da aldeia existe uma capela onde se venera Nossa Senhora do Rosário.

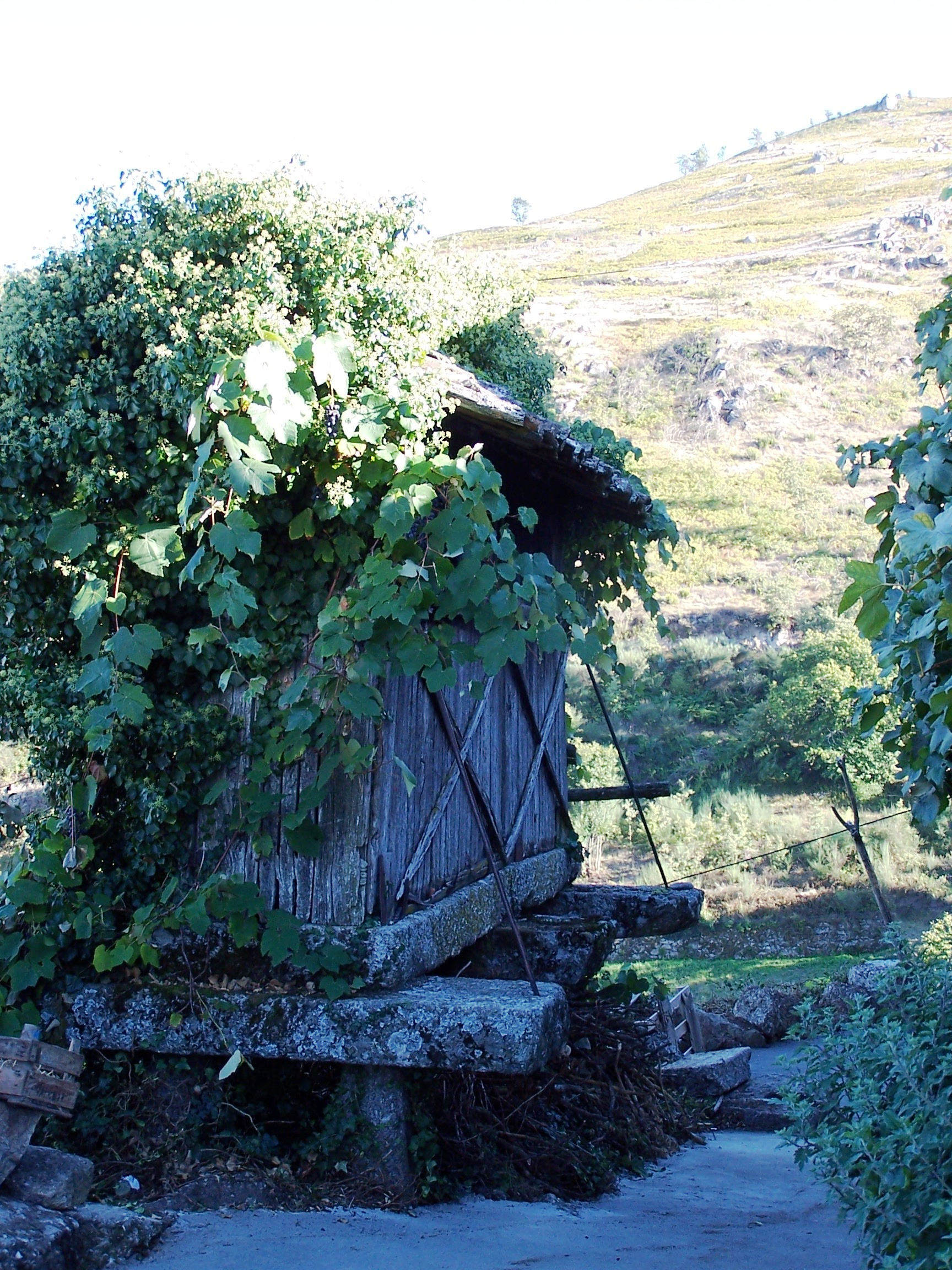
Beirós (Felgueiras) - Canastro
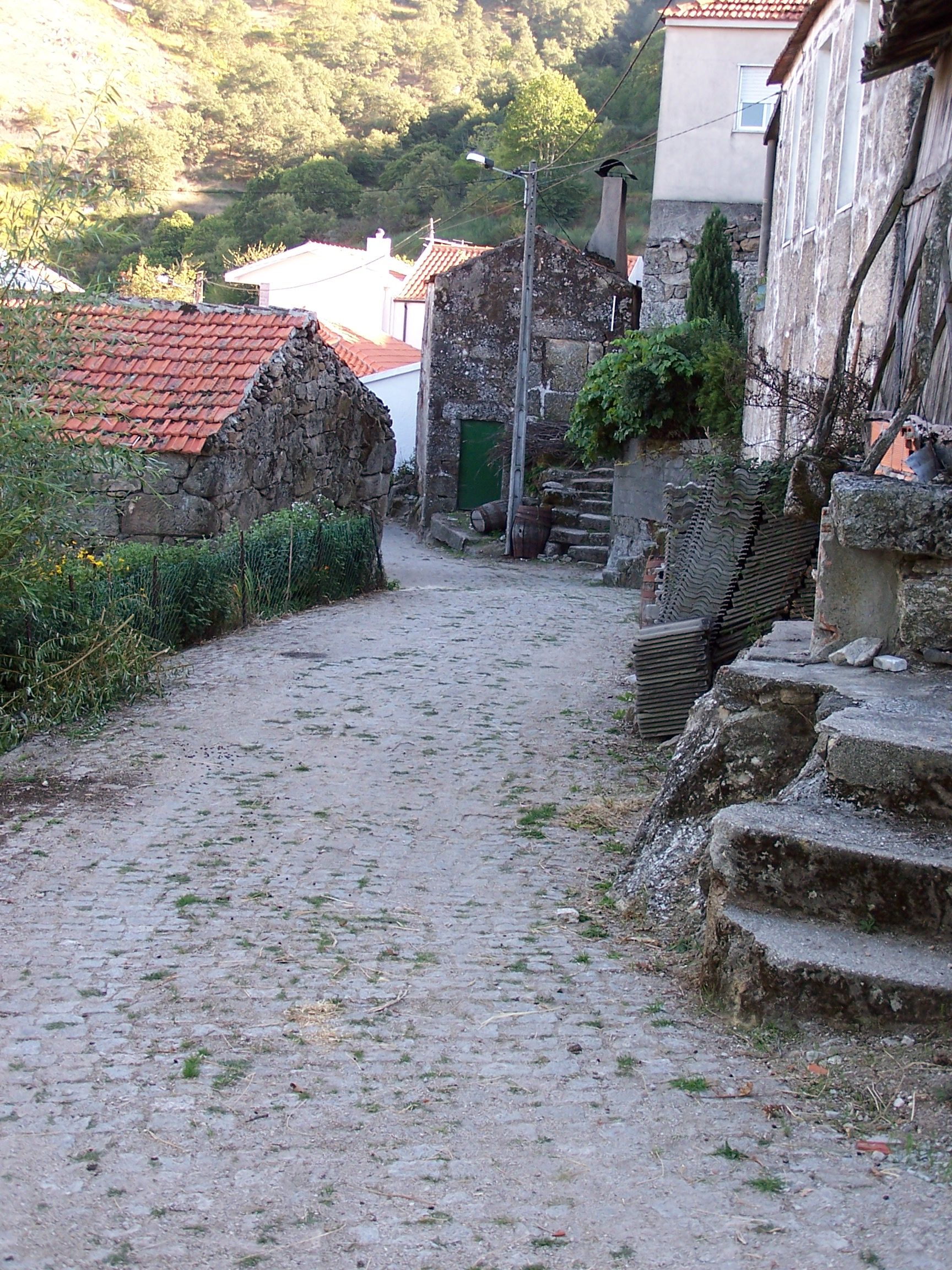
Beirós (Felgueiras) - Centro da Aldeia
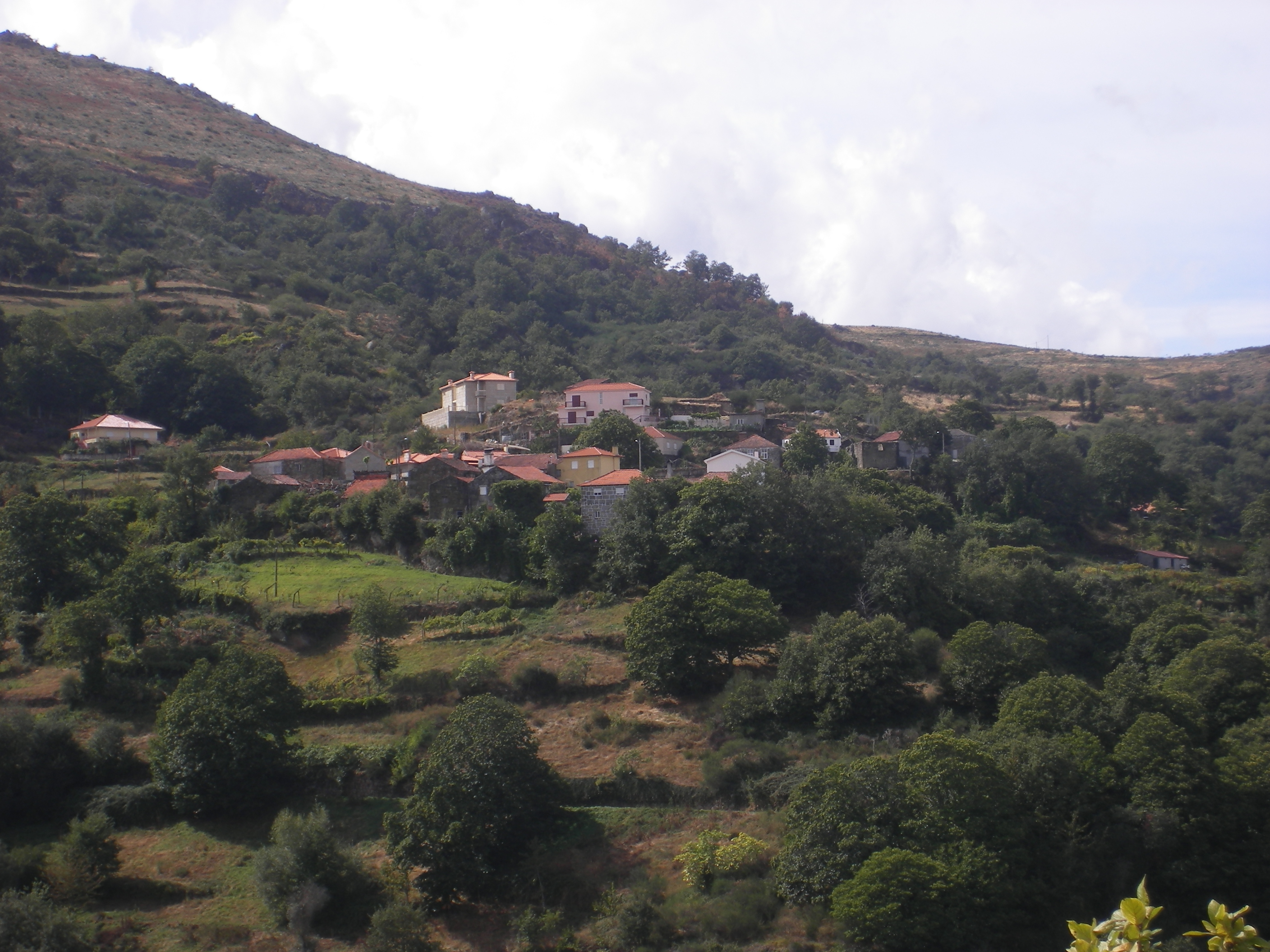
Beirós (Felgueiras) - Panorama da Povoação
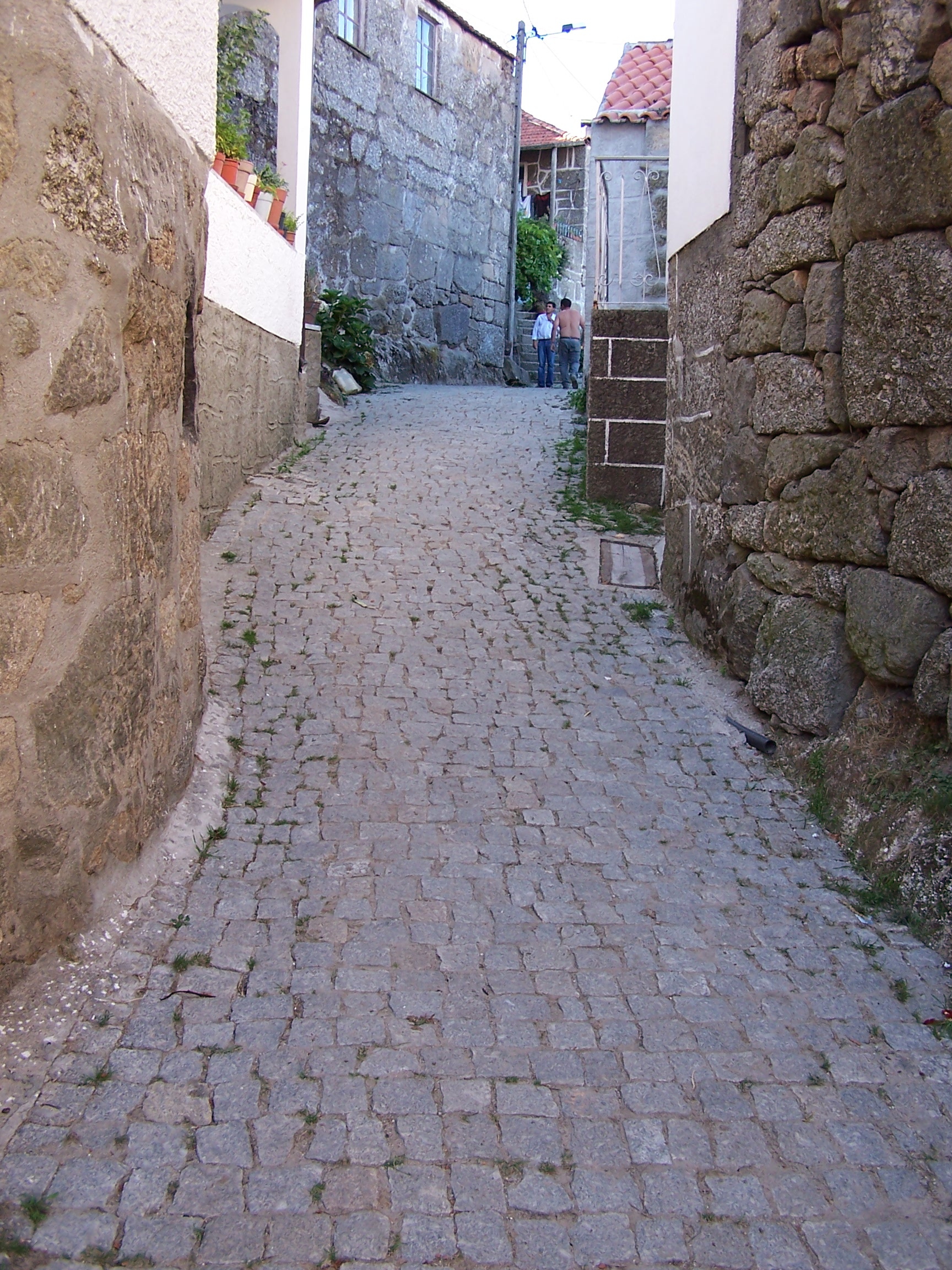
Beirós (Felgueiras) - Rua do Tercuval